# 러브송 (2016년 영화)
《러브송》(영어: Lovesong)은 2016년 미국의 드라마 영화이다. 김소영이 감독을 맡았으며, 브래들리 러스트 그레이와 공동 각본도 맡았다. 2016년 1월 24일 선댄스 영화제에서 전세계 최초 상영되었다.

## 출연

### 주연
- 지나 말론
- 라일리 코프
- 브룩클린 데커

### 조연
- 캐리 후쿠나가
- 닐 허프
- 라이언 이골드
- 마셜 채프먼
- 에이미 세이메츠
- 로잔나 아퀘트

## 기타
- 제작총괄: 제랄린 화이트 드레이포스
- 제작총괄: 웬디 이팅거
- 제작총괄: 미넷 루이
- 제작총괄: 줄리 파커 베넬로
- 제작총괄: 로라 리스터